# Campionato croato di calcio a 5 2004-2005
Il Campionato croato di calcio a 5 2004-2005 è stato il quattordicesimo campionato croato di calcio a 5. Si è svolto per la prima volta con la formula dei playoff dopo il girone unico ed ha visto trionfare per la prima volta la squadra del MNK Orkan Zagreb.

## Classifica finale
| Pos | Squadra              | Pti | G  | V  | N | P  | GF  | GS  |
| --- | -------------------- | --- | -- | -- | - | -- | --- | --- |
| 1   | MNK Split            | 55  | 22 | 18 | 1 | 3  | 115 | 64  |
| 2   | Hmnk Gospić          | 47  | 22 | 14 | 5 | 3  | 122 | 74  |
| 3   | Promet Orkan         | 43  | 22 | 13 | 4 | 5  | 81  | 59  |
| 4   | MNK Mejasi Split     | 35  | 22 | 9  | 8 | 5  | 81  | 85  |
| 5   | Petar Rauch Zagreb   | 31  | 22 | 9  | 4 | 9  | 69  | 66  |
| 6   | MNK Uspinjača Zagreb | 31  | 22 | 10 | 1 | 11 | 94  | 92  |
| 7   | Argus Slavonski Brod | 29  | 22 | 9  | 2 | 11 | 102 | 100 |
| 8   | Torcida Spalato      | 26  | 22 | 7  | 5 | 10 | 97  | 92  |
| 9   | Croatia Perković     | 23  | 22 | 7  | 2 | 13 | 79  | 104 |
| 10  | Petrinjčica          | 21  | 22 | 6  | 3 | 13 | 76  | 105 |
| 11  | Square Dubrovnik     | 20  | 22 | 6  | 2 | 14 | 106 | 141 |
| 12  | BBS Novi Marof       | 16  | 22 | 5  | 1 | 16 | 89  | 129 |

## Playoff

### Quarti di finale
| Squadre                            | Gara1 | Gara2 | Gara3       |
| ---------------------------------- | ----- | ----- | ----------- |
| Torcida Spalato - MNK Split        | 3-0   | 1-3   | 5-1         |
| Petar Rauch Zagreb - Mejasi Split  | 3-2   | 3-7   | 11-10 (DCR) |
| Uspinjaca Zagreb - Orkan Zagreb    | 4-4   | 3-3   | 1-2         |
| Argus Slavonski Brod - Hmnk Gospić | 3-3   | 0-4   |             |

### Semifinali
| Squadre                        | Gara1 | Gara2 | Gara3     |
| ------------------------------ | ----- | ----- | --------- |
| Orkan Zagreb - Hmnk Gospić     | 2-3   | 5-1   | 6-5       |
| Torcida Spalato - Mejasi Split | 1-5   | 4-3   | 8-6 (DCR) |

### Finale
| Squadre                        | Gara1 | Gara2 | Gara3 |
| ------------------------------ | ----- | ----- | ----- |
| Torcida Spalato - Orkan Zagreb | 5-5   | 2-7   |       |